# فرودگاه البطین
فرودگاه البطین (انگلیسی: Al Bateen Executive Airport) یک فرودگاه مخصوص جت تجاری در ۱۲ کیلومتری جنوب شرقی ابوظبی، امارات متحده عربی است.
این فرودگاه در سال ۱۹۶۹ افتتاح شده است و دارای یک باند آسفالت ۲٬۲۰۰ متری می‌باشد.